# FontForge
A FontForge (2004 márciusáig PfaEdit) teljes funkcionalitású betűtípusszerkesztő, amely az összes gyakoribb betűtípusformátumot támogatja. A FontForge-t George Williams fejleszti, szabadszoftver és a BSD licenc alatt lett kiadva. Elérhető több különböző operációs rendszerre és több nyelvre le lett fordítva.

## Szolgáltatások
Yannis Haralambous így ír „Fonts & Encodings” című könyvében: a FontForge egy "elképesztően erős szoftverrendszer, mely a FontLab gyakorlatilag összes szolgáltatását nyújtja, együtt saját egyedi és gyakorta forradalmi szolgáltatásaival."
Az automatikus betűtípuskonverziók és egyéb átalakítások megkönnyítése érdekében a FontForge két szkriptnyelvet implementál: az egyik a saját nyelve, a másik pedig az újabban hozzáadott Python. A FontForge, mint Python-modul is építhető és betölthető a különböző Python szkriptekből.
A FontForge támogatja az Adobe OpenType úgy nevezett „feature file” specifikációját (a szintaxist saját maga is kiterjeszti). Támogatja továbbá a nemhivatalos Microsoft matematikai betűkiterjesztéseket (MATH táblázat), amelyet a Cambria betűtípusban vezettek be és az Office 2007, a XeTeX és a LuaTeX is támogatja. Legalább egy ingyenes OpenType matematikai betűtípust fejlesztettek FontForgeban (lásd lentebb).
A FontForge a FreeType-ot használja a betűtípusok képernyőn való renderelésére. A 2008 november 15-i kiadás óta a FontForge a libcairo és libpango alkalmazáskönyvtárakat is használhatja a grafikus és szöveges renderelésre, amelyek az élsimított (anti-alias) grafikát és a komplex szövegelrendezést is támogatják.
A FontForge a Potrace-t vagy az AutoTrace-t tudja használni a bitmap képek automatikus követésére és betűtípusba való beillesztésére.
A FontForge részeit használja a LuaTeX motor az OpenType betűtípusok olvasására és értelmezésére.

## Támogatott formátumok
A FontForge saját spline "betűadatbázis-formátuma" (.sfd fájlkiterjesztés) szövegalapú és megkönnyíti a dizájnerek közti együttműködést, hiszen könnyen létrehozhatók az eltérésfájlok. A szoftver több egyéb formátumot is támogat és konvertál egymás között. A támogatott formátumok között van: a TrueType (TTF), a TrueType Collection (TTC), az OpenType (OTF), a PostScript Type 1, a TeX Bitmap-betűtípusok, az X11 OTB bitmap (kizárólagosan az sfnt), a Glyph Bitmap Distribution Format (BDF), a FON (Windows), az FNT (Windows) és a Web Open Font Format (WOFF). A FontForge továbbá tud exportálni a Scalable Vector Graphics (SVG) formátumba.

## A FontForge-dzsal létrehozott ingyenes betűtípusok
- Linux Libertine
- DejaVu betűtípusok
- Asana-Math
- Beteckna
- Inconsolata
- Junicode
- OCR-A
- M+ Fonts
- XITS font project
- Exo betűtípuscsalád

## Fordítás
- Ez a szócikk részben vagy egészben  a   FontForge című angol Wikipédia-szócikk fordításán alapul.  Az eredeti cikk szerkesztőit annak laptörténete sorolja fel. Ez a jelzés csupán a megfogalmazás eredetét és a szerzői jogokat jelzi, nem szolgál a cikkben szereplő információk forrásmegjelöléseként.